# David Sandved
David Sandved (né le 17 septembre 1912 à Sandnes et mort le 8 mars 2001 à Haugesund) était un architecte norvégien.

## Histoire

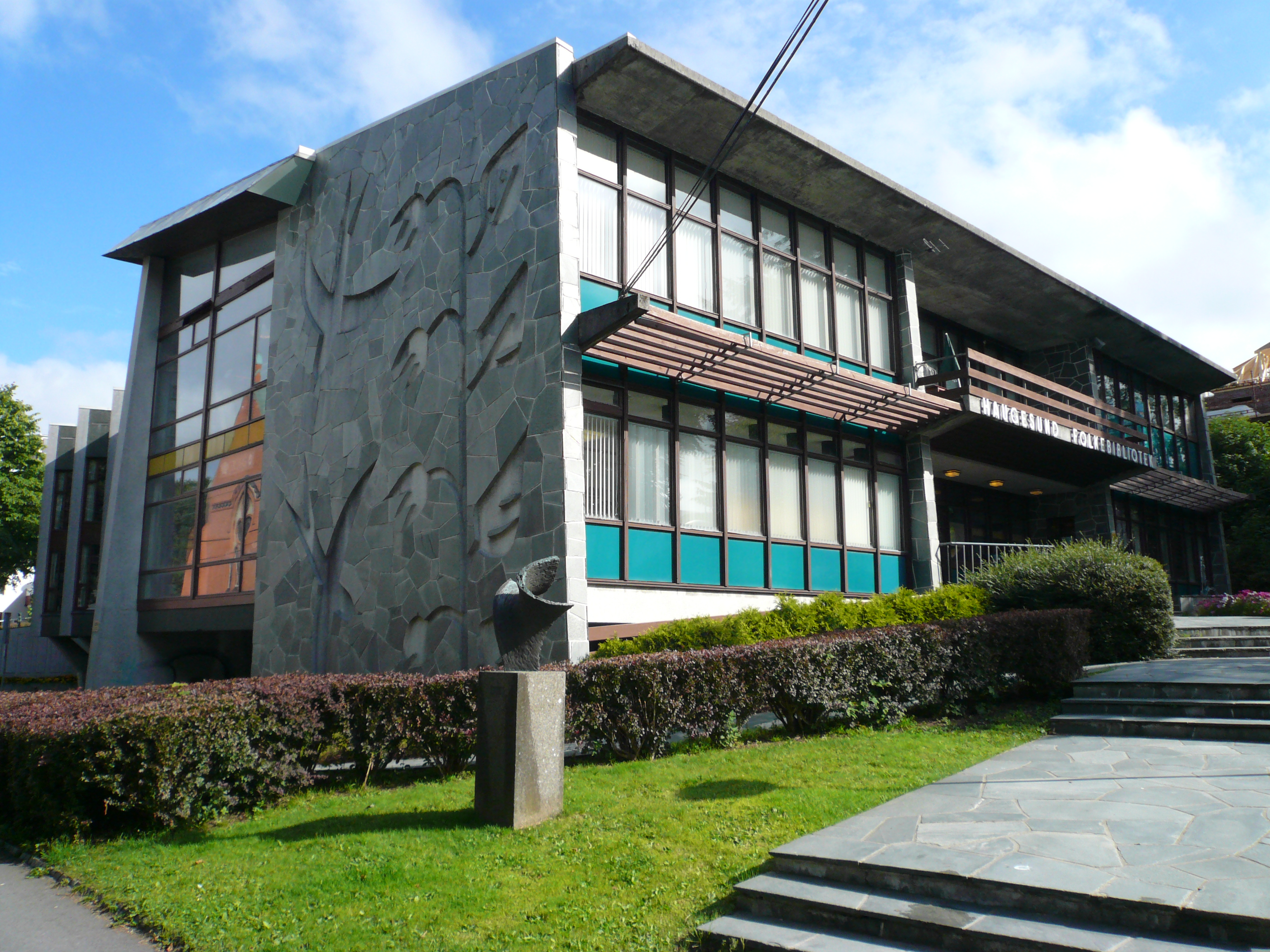
La librairie publique d'Haugesund, 1967

Il est né à Sandnes et a fait ses études d'architecture à l'Institut norvégien de technologie en 1937. Il a créé son propre cabinet à Haugesund. Son architecture développée du modernisme classique à une forme de régionalisme critique en utilisant des motifs de construction locaux et des symboles. En 1948, il déménage d'Oslo pour aller travailler à Haugesund sur les intérieurs de navires. Il a également conçu plusieurs types de bâtiments, y compris les bâtiments publics, commerciaux, résidentiels. Sandved a travaillé comme architecte à la fin des années 1980.
Du 5 février 1948 jusqu’à sa mort, il était marié à Marit (b. Furulund) Sandved (1918-2009) . Dans les années 1950, il a été fortement influencé par Rudolf Steiner et son anthroposophie. Sandved a également participé activement à la sphère publique, la défense du compositeur Fartein Valen et son atonale musique polyphonique dans les journaux locaux. Dans les années 1990, le peintre Odd Nerdrum découvrit que David Sandved était son père biologique,
.

## Galerie d'images

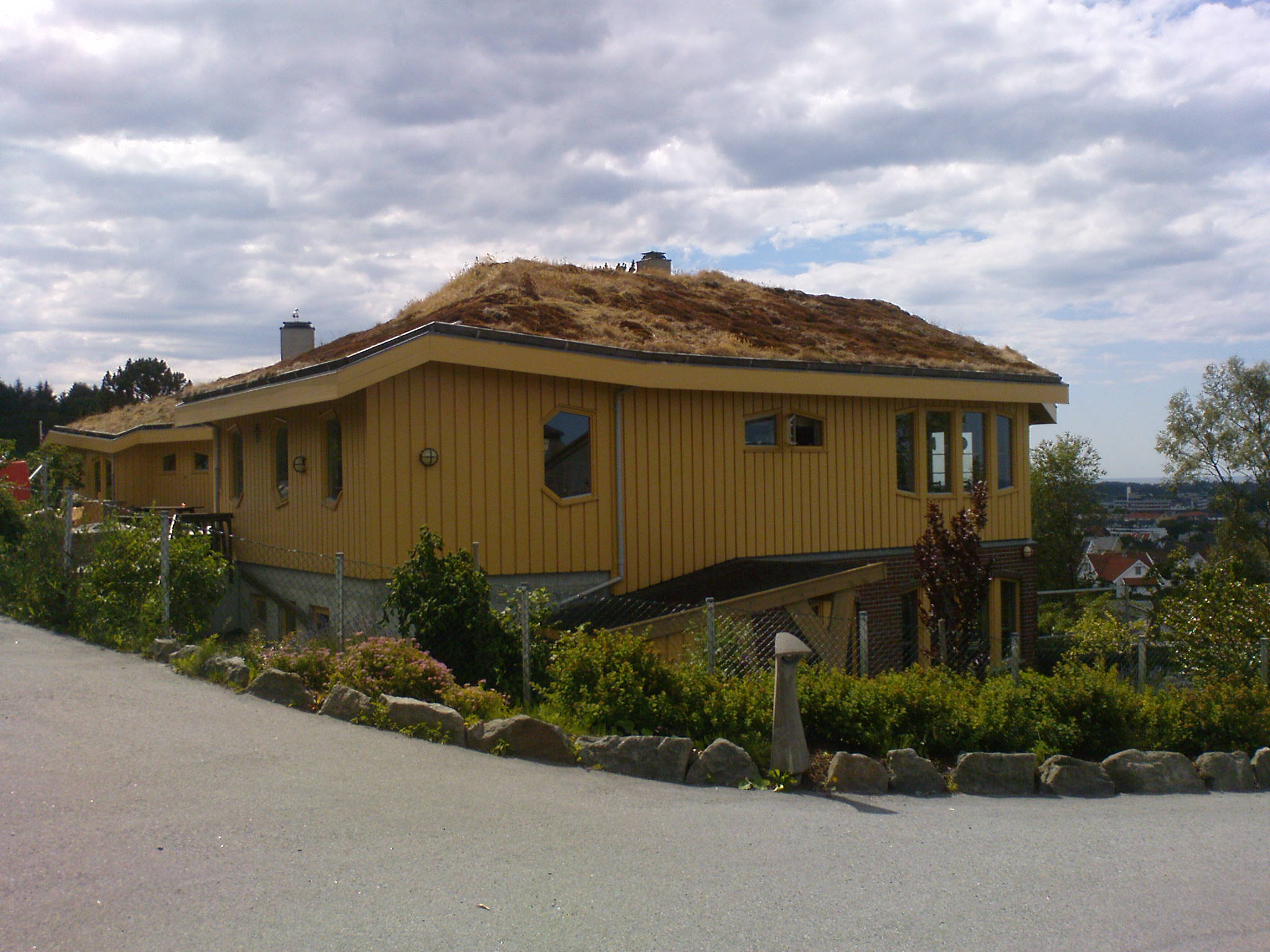
Le Soria Moria Steiner kindergarten, dernier bâtiment dessiné par David Sandved avant sa mort
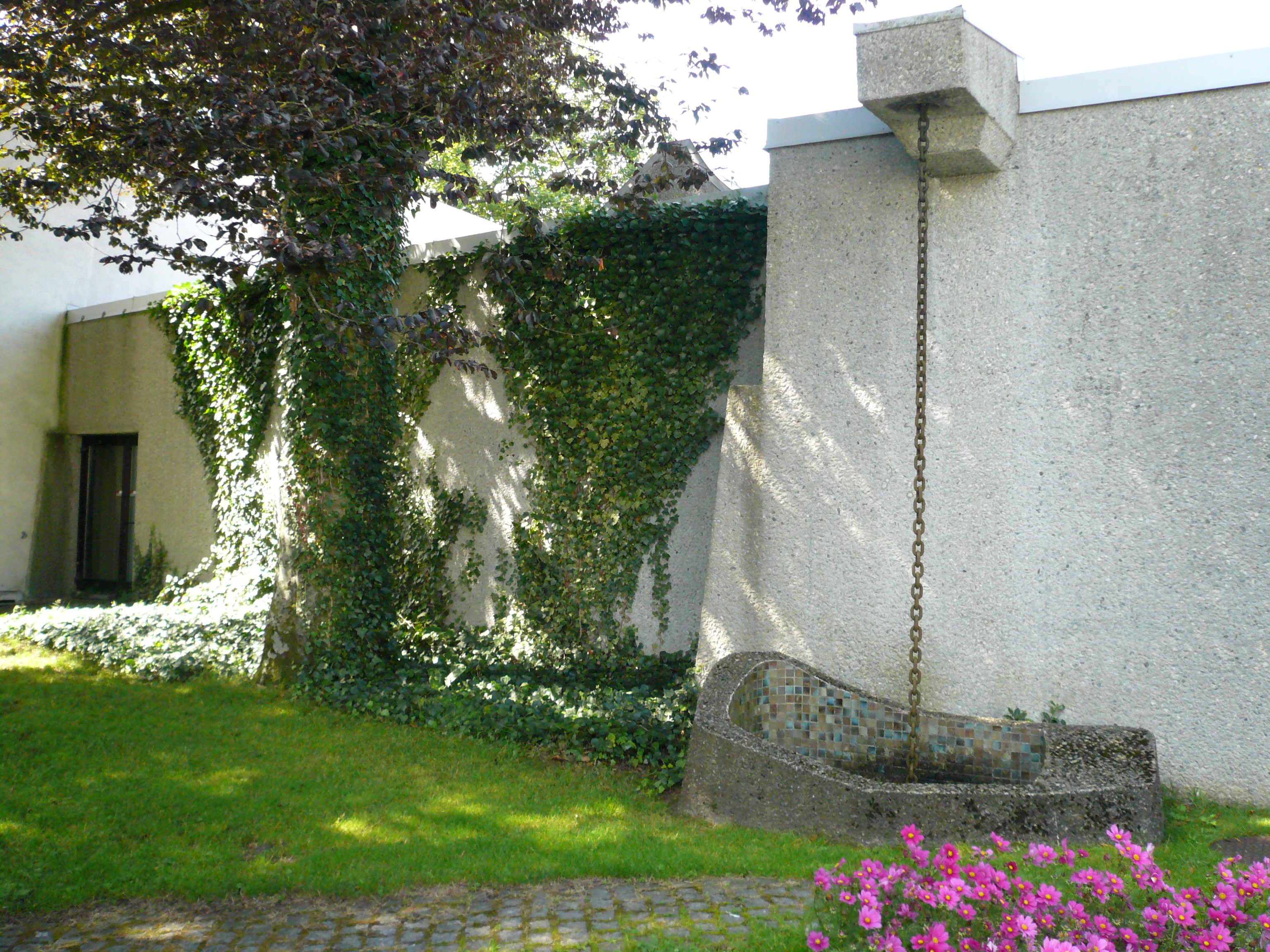
Extérieur du Musée des Beaux-Arts d'Haugesund
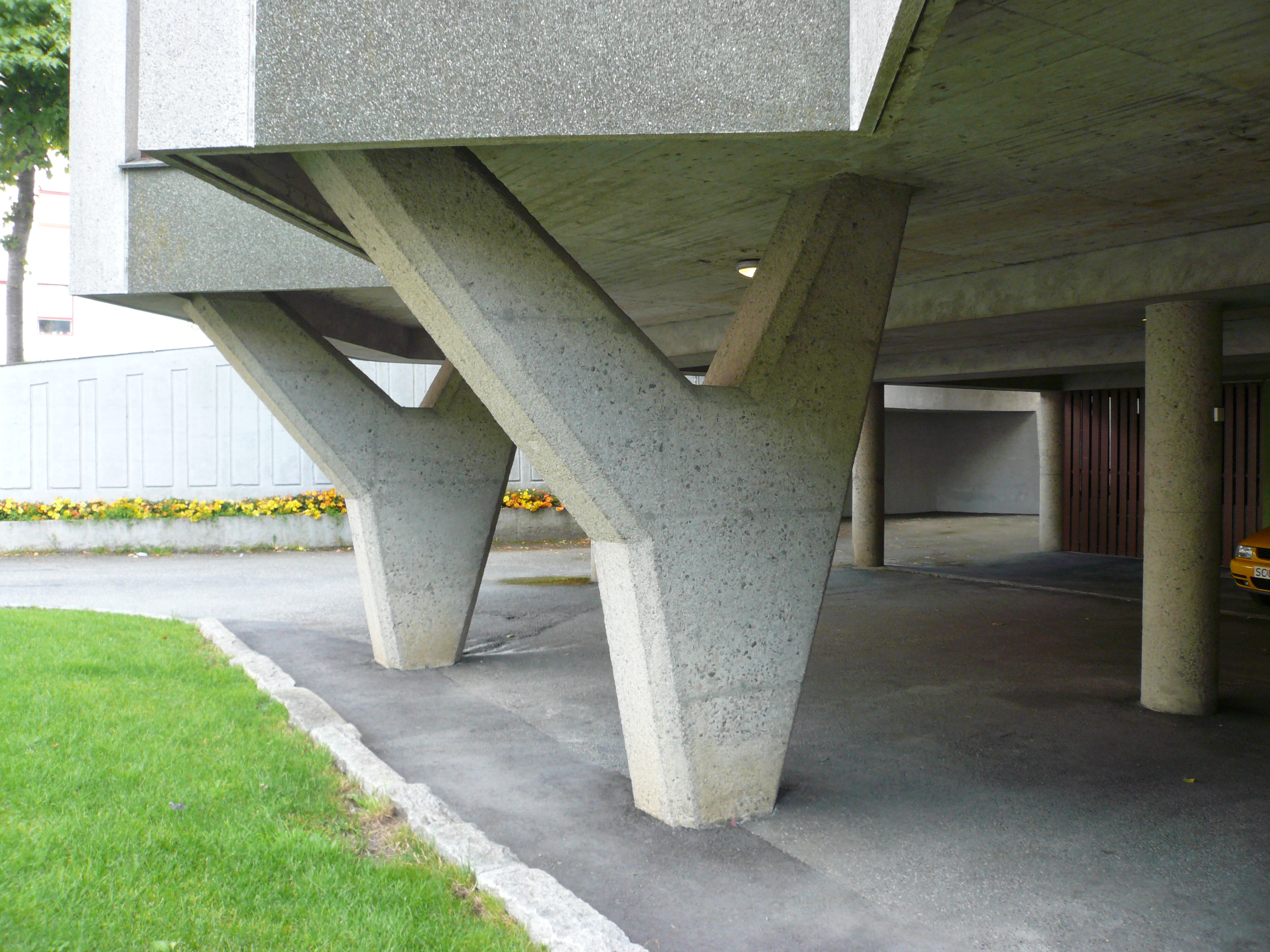
Piliers de la librairie publique d'Haugesund
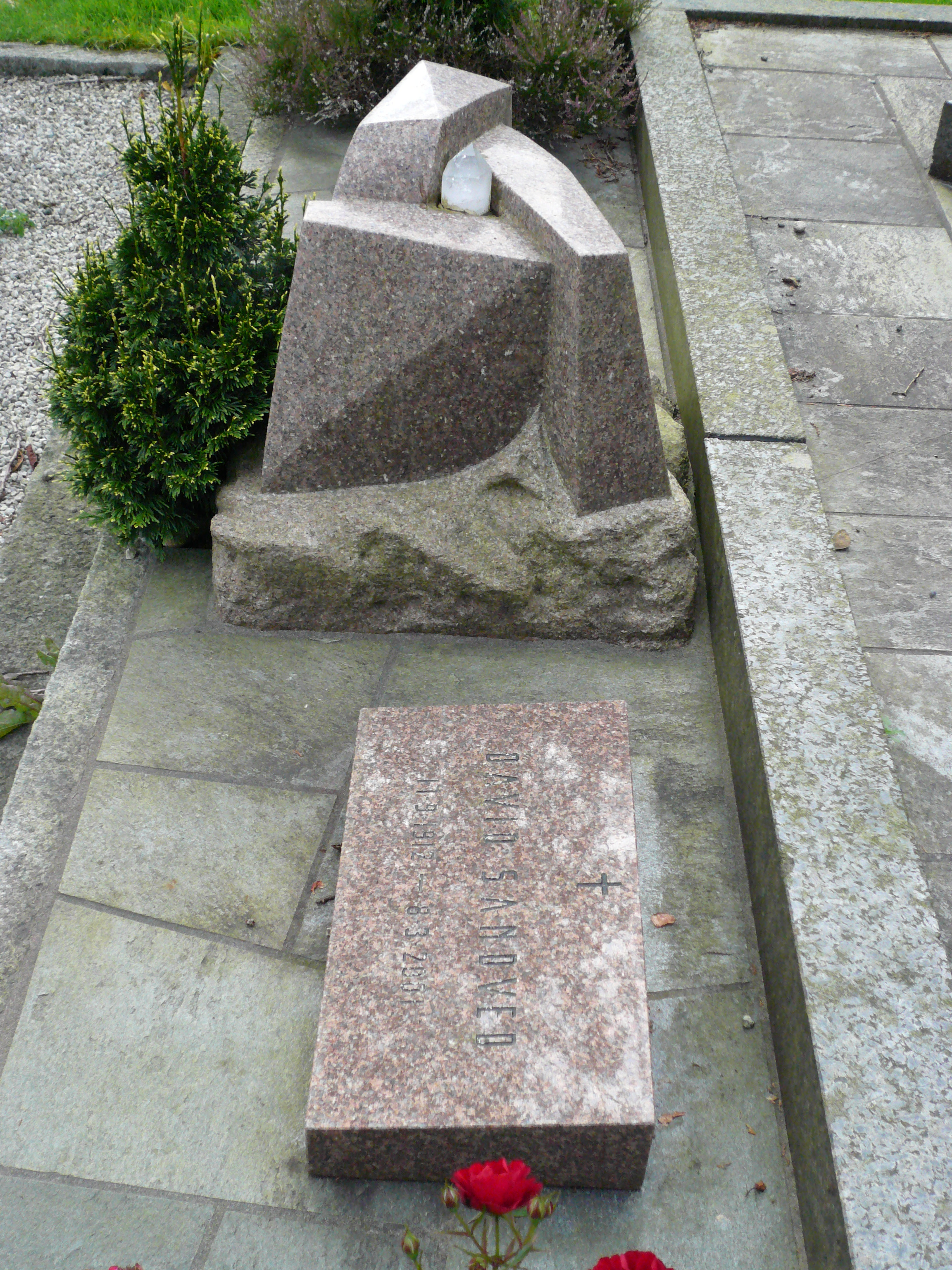
Tombe de David Sandved, dont le design est dû à l'architecte